# Annales prussiennes

Les Annales prussiennes sont un mensuel culturel et politique à caractère national-libéral, publié de 1858 à 1935. La revue est considérée comme le porte-parole de l'école borusse (de) d'historiographie.

## Éditeurs
- Rudolf Haym du volume 1.1858 au volume 13.1865 ; du 14.1865 au 17.1866 sans nommer d'éditeur
- Heinrich von Treitschke, Tome 18.1867
- Heinrich von Treitschke et Wilhelm Wehrenpfennig, tomes 19.1867 à 43.1879
- Heinrich von Treitschke, tomes 44.1879 à 51.1883
- Heinrich von Treitschke et Hans Delbrück, tomes 52.1883 à 63.1889
- Hans Delbrück, Tome 64.1889 à 178.1919
- Walther Schotte (de), de 179.1920 à 208.1927
- Walter Heynen et Emil Daniels (de), 209.1927 à 231.1933
- Walter Heynen, du 232.1933 au 240.1935, juin

Au début, Maximilian Duncker, Theodor von Bernhardi, Carl Neumann (de), Reinhold Pauli (de) et Anton Springer font partie des collaborateurs.